# Eugène De Smet
Eugène De Smet (Aalst, 31 mei 1787 - Gavere, 18 januari 1872) was lid van het Belgisch Nationaal Congres en volksvertegenwoordiger.

## Levensloop
Zijn vader was Jacques de Smet, grootbaljuw van het Land van Aalst. Van 1814 tot 1825 was Eugène burgemeester van Dikkelvenne, waar hij het kasteel van Bouchaute bewoonde. Hij behoorde tot het conservatieve, zo niet reactionaire soort, dat ervan overtuigd was dat het ancien régime zou terugkeren. Hij trouwde zelfs niet voor de wet en alleen voor de kerk, hetgeen hij pas jaren later regulariseerde, teneinde zijn kinderen te kunnen wettigen.
In 1825 werd hij vrederechter in Aalst en in 1830 werd hij door het Voorlopig Bewind benoemd tot arrondissementscommissaris van Aalst. Hij werd tevens verkozen als lid van het Nationaal Congres, waar hij twee familieleden ontmoette: de historicus en priester Joseph-Jean De Smet en de arrondissementscommissaris van Oudenaarde Camille De Smet. Hij stemde bij de grote beslissingen als volgt: voor de eeuwigdurende uitsluiting van de Nassaus, voor de hertog van Leuchtenberg als koning, voor graaf Félix de Mérode als regent en ten slotte, bij de verkiezing voor Leopold van Saksen-Coburg, verkoos hij op de naam van Surlet de Chokier te stemmen. Daarna stemde hij ook tegen het Verdrag der XVIII artikelen.
In 1831 werd De Smet tot volksvertegenwoordiger verkozen en hij bleef dit tot in 1847.
In het belang van de Gentse katoenfabricatie was hij voorstander van een absoluut protectionisme. Hij verdedigde ook de landelijke jeneverstokerijen en de aloude vlasnijverheid met zijn huisarbeid. Hij trok mee met een onderzoekscommissie naar Engeland, Frankrijk en Duitsland om er de toestand van de textielnijverheid na te gaan. De Smet verdedigde zeer behoudsgezinde stellingen, zowel op politiek en sociaal als op technisch gebied. Fabrieken waren voor hem uit den boze en hij was medestichter in 1838 van de Association nationale pour le progrès de l'ancienne industrie linière. Hij werd ook regeringscommissaris bij de Nationale Bank. In 1850 bouwt hij een kasteel op de Boekhoutberg, op de grens tussen Erembodegem en Hekelgem. Hij was, zeker in 1853, ook gemeenteraadslid van de stad Aalst.
In 1856 werd De Smet verkozen voor het arrondissement Gent, als vertegenwoordiger van de landelijke bevolking. Hij was ondertussen in Gavere komen wonen. Toen het parlement in november 1857 ontbonden werd, keerde De Smet niet meer terug.